# Аксоран
Аксоран (каз. Ақсораң) — вершина гор Кызыларай в Сарыарке. Абсолютная высота — 1565 м. Склоны крутые, скалистые, сильно расчлененные. Состоит из пермских гранитов. Самая высокая точка Центрального Казахстана.
Видимость с Аксорана составляет более ста километров и, приглядевшись, можно рассмотреть на горизонте очертания гор Бектау-Ата, расположенных на расстоянии 120 километров от него. Сами горы Кызыларай считаются крупнейшим на территории Казахстана местообитанием архаров — горных баранов. А местные сосновые леса, растущие на гранитных скалах, представляют интерес для ученых, как самое южное место произрастания сосны в Центрально-Казахстанской экосистеме, граничащее с пустынными просторами. Кызыларайские горы примечательны своей нетронутой природой, туристы здесь пока что весьма редкие гости. Эпитет, всё чаще применяемый в отношении Аксорана, говорит сам за себя — «Крыша степей».

## География
Расположена в 12 км к востоку от села Шабанбай би Актогайского района Карагандинской области. У горы расположены истоки рек Каратал, Жинишке, Сарыолен.